# 호박꽃

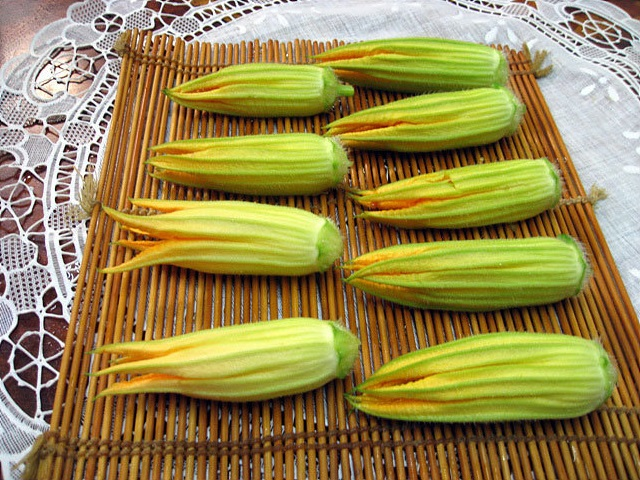
손질된 조선호박꽃

호박꽃은 호박(C. moschata), 페포호박(C. pepo) 등 호박속(Cucurbita) 식물의 식용 꽃이다. 호박꽃만두나 호박꽃전 등 소를 넣은 음식을 만들 때 쓴다.

## 사진

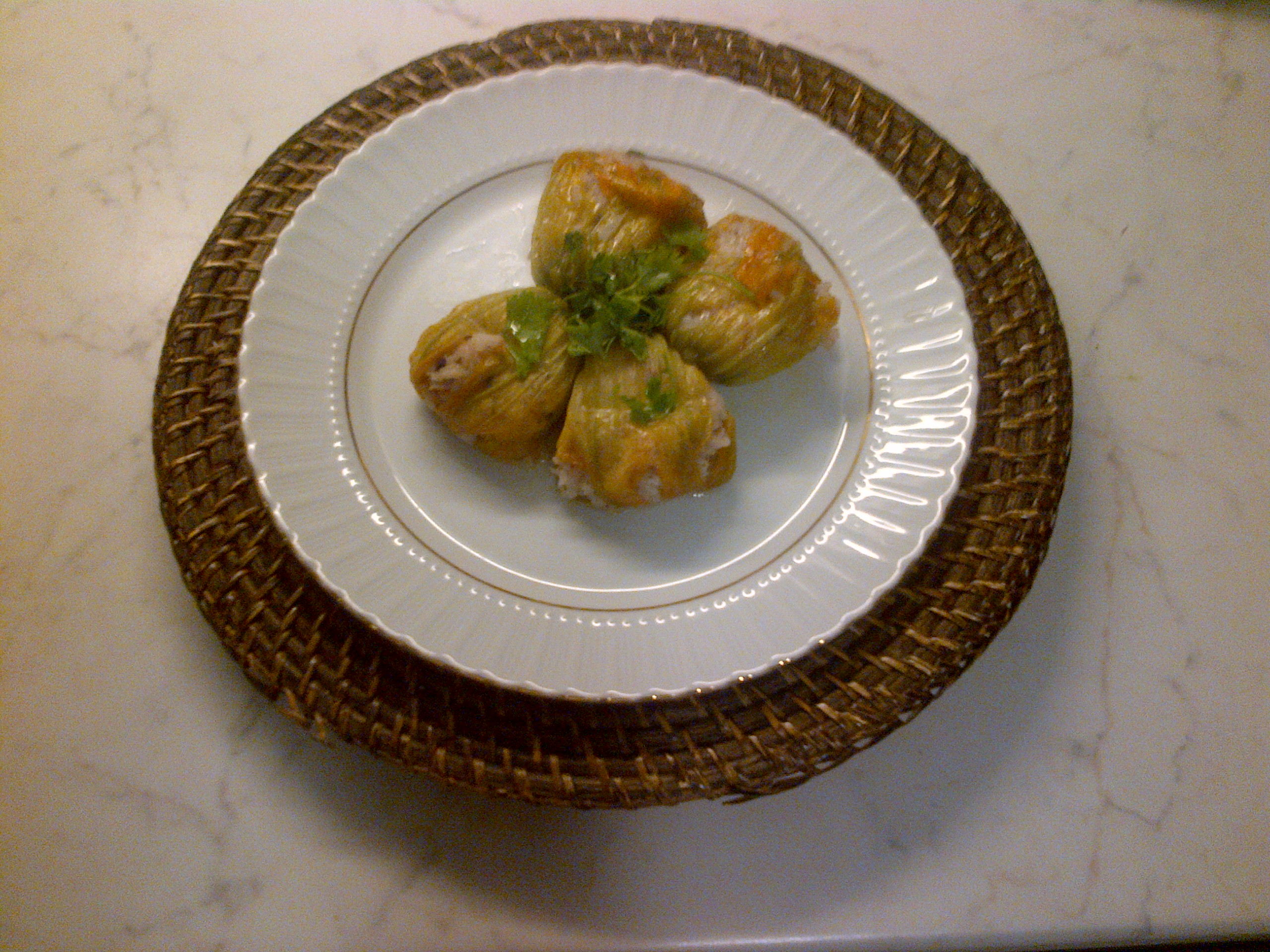
호박꽃돌마
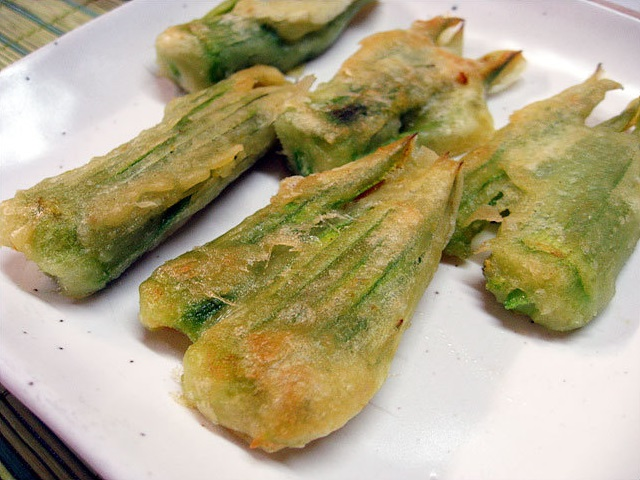
호박꽃전
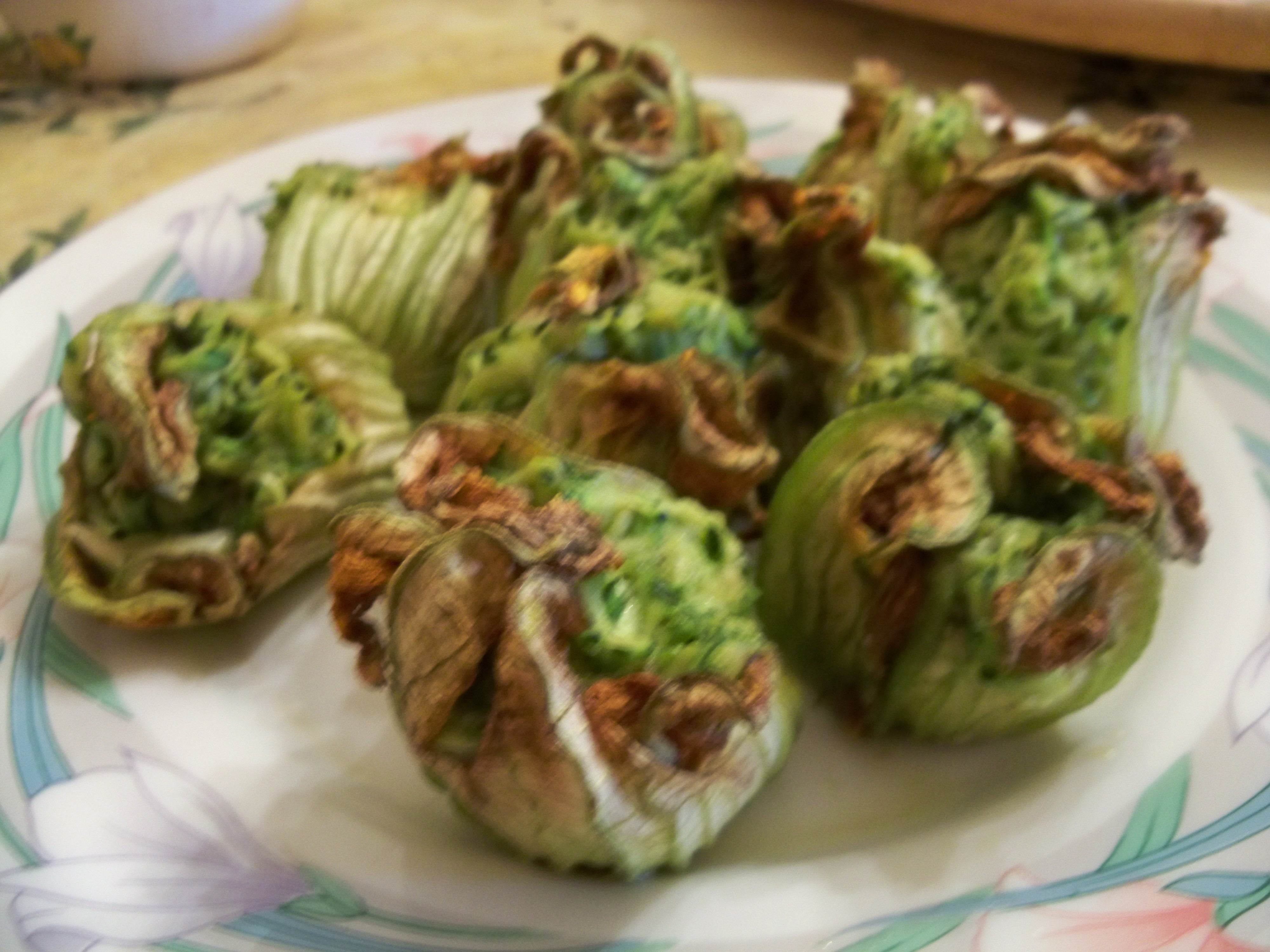
호박꽃파르시

## 같이 보기
- 소를 넣은 음식 목록